# Liste der Biografien/Te
Liste der Biografien |
Portal Biografien |
Personensuche
# |
A |
B |
C |
D |
E |
F |
G |
H |
I |
J |
K |
L |
M |
N |
O |
P |
Q |
R |
S |
T |
U |
V |
W |
X |
Y |
Z |
?
 
Ta |
Tc |
Te |
Tf |
Tg |
Th |
Ti |
Tj |
Tk |
Tl |
Tm |
To |
Tq |
Tr |
Ts |
Tu |
Tv |
Tw |
Tx |
Ty |
Tz
 
Tea |
Teb |
Tec |
Ted |
Tee |
Tef |
Teg |
Teh |
Tei |
Tej |
Tek |
Tel |
Tem |
Ten |
Teo |
Tep |
Teq |
Ter |
Tes |
Tet |
Teu |
Tev |
Tew |
Tex |
Tey |
Tez
Die Liste der Biografien führt alle Personen auf, die in der deutschsprachigen Wikipedia einen Artikel haben. Dieses ist eine Teilliste mit 16 Einträgen von Personen, deren Namen mit den Buchstaben „Te“ beginnt.

## Te
- Te Atairangikaahu (1931–2006), māorische Königin
- Te Kanawa, Diggeress (1920–2009), neuseeländische Weberin
- Te Kanawa, Kiri (* 1944), neuseeländische Opernsängerin (Sopran)Kiri Te Kanawa (* 1944)

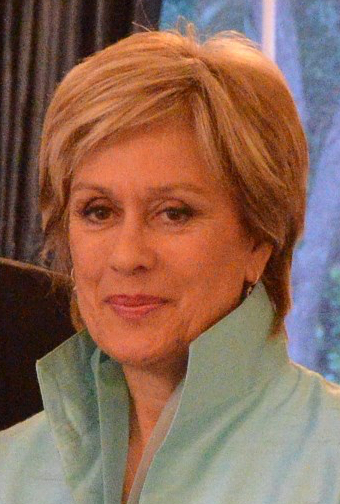
Kiri Te Kanawa (* 1944)

- Te Kanawa, Rangi, neuseeländische Textilrestauratorin und Weberin
- Te Kooti (1820–1891), neuseeländischer Māori-Führer
- Te Maioha, Antonio (* 1970), neuseeländischer Schauspieler
- Te Rangi Hīroa (1877–1951), Māori-Arzt, Politiker und Anthropologe
- Te Rangi Pai (1868–1916), neuseeländische Sängerin
- Te Rangi Pikinga († 1855), neuseeländische Ureinwohnerin, Person für den Bestand und Erhalt der Ngāti Apa
- Te Rata Mahuta (1878–1933), vierter König der Māori in Neuseeland
- Te Rau, Kereopa († 1872), Führer des Pai Marire
- Te Rauparaha († 1849), Māori-Stammesführer
- te Velde, Rudi A. (* 1957), niederländischer Philosoph
- Te Weherua, Māori, Schiffsbegleiter der dritten Südsee-Expedition von James Cook
- Te Wiata, Rima (* 1963), neuseeländische Theater- und Filmschauspielerin, Sängerin, Komikerin und Synchronsprecherin
- Té, Zicky (* 2001), portugiesischer Futsalspieler